# Mingyuedian (köpinghuvudort i Kina, Hebei Sheng, lat 38,46, long 114,89)
Mingyuedian är en köpinghuvudort i Kina. Den ligger i provinsen Hebei, i den norra delen av landet, omkring 210 kilometer sydväst om huvudstaden Peking. Antalet invånare är 46 049. Befolkningen består av 22 933 kvinnor och 23 116 män. Barn under 15 år utgör 20,0 %, vuxna 15-64 år 73 %, och äldre över 65 år 6,0 %.
Runt Mingyuedian är det tätbefolkat, med 849 invånare per kvadratkilometer. Närmaste större samhälle är Dingzhou, 11,1 km nordost om Mingyuedian. Trakten runt Mingyuedian består till största delen av jordbruksmark.
Genomsnittlig årsnederbörd är 702 millimeter. Den regnigaste månaden är juli, med i genomsnitt 228 mm nederbörd, och den torraste är januari, med 4 mm nederbörd.